# 帕确·阿旺洛桑吉美扎巴白桑布
帕确·阿旺洛桑吉美扎巴白桑布（1981年—）原俗名嘎松尼玛，藏族，西藏昌都人，第七世帕确活佛。

## 生平
藏历第十六绕回铁鸡年七月十日（1981年）出生。据说，在他出生前，昌都地区政协的拉头土司西绕森格曾经给本嘎次仁德吉一块玉石，并对她说：“你将要生产帕确转世，请把此物系于小孩脖子上。”
他小时候见到人就喊“嘎嘎”。于是，在昌都地区政协住处的人都称他为“嘎嘎”。在类乌齐第一次见到老喇嘛巴次喇根的时候，他就朝巴次喇根喊“嘎嘎”，巴次喇根高兴地用额头触碰了他，心中确信他是第六世帕确活佛转世。上康区的大成就者喇嘛次久给他起名为“嘎松尼玛”。
第六世帕确活佛于1979年在昌都圆寂后，1980年类乌齐寺堪布禅定喇嘛吴金旺措邀请卡察扎巴·阿旺江措预示第六世帕确活佛转世到何方。卡察扎巴·阿旺江措会圆光术，乃预言道：
唉玛伙！在离戏法身的虚空中，大乐任远而成受用身，……在那熟悉的东部闹市处，有位雍仲氏女性藏医，转世投胎于其身。
这个预言中，“东部闹市”寓指昌都，“雍仲氏”中的“雍仲”是指“本嘎”。
因为嘎松尼玛自幼便能认出第六世帕确活佛身边的人士，并辨别出第六世帕确活佛使用过的法物。所以，类乌齐寺上下一致认为，嘎松尼玛是帕确活佛的真身。类乌齐寺方面托到达隆寺讲经的杨过杨贡拉章的管家喇嘛扎西全青向达隆孜珠土邓江村汇报。此后，孜巴进行了观湖、卜卦确认，然后专程拜会第十世班禅额尔德尼，将此情况报告给班禅额尔德尼，并且请班禅额尔德尼辨别真伪，如为真传，则请允准嘎松尼玛继任帕确活佛。班禅额尔德尼确定其为真传，并允准其继任帕确活佛后，又再三嘱咐类乌齐寺方面令其接受良好的教育。
嘎松尼玛达到入学年龄时，按照其母的意愿，入小学及初中接受基础教育。1994年，达隆孜珠土邓工村来到类乌齐寺讲经，同时为嘎松尼玛剃发并授家戒，赐法名“阿旺洛桑吉美扎巴白桑布”，又称“阿旺丁增曲吉扎巴”，并颁认定函。此后，阿旺洛桑吉美扎巴白桑布入学，继续学习藏文，并开始学习佛经。后来，他入讲学院，系统学习佛经。他还受到舅舅丁增江措活佛的指导。由于对新旧各读部较为精通，他在讲学院出任复诵师。
2004年10月22日，根据过去第十世班禅额尔德尼和孜巴等高僧的认定，经各级人民政府批准，类乌齐寺为他举行了坐床仪式，他正式继任帕确活佛，并任类乌齐寺第二十五代法台。此后，他曾到中国内地参观，在类乌齐寺先后主持修建了时轮吉祥宝塔，修复了释迦牟尼佛印殿。他还创立了一家藏医门诊室，为患者免费送药、诊疗。

## 家庭
- 父：巴登，是察瓦岗曲龙本仓（官家）之子，早就在昌都人民医院逝世。[1]
- 母：次仁德吉，次仁德吉的父亲是本家族的色弄贡布，是第六世帕确活佛及第四世夏仲活佛的哥哥。次仁德吉从小随其母亲学习藏医，后来成为名医，曾在昌都地区类乌齐县当执业医生，曾为晚年患有重病的六世帕确活佛治疗，直到六世帕确活佛圆寂。次仁德吉于2000年病逝。[1]
- 舅：丁增江措。丁增江措、次仁德吉的母亲是诺那呼图克图的女儿。[2]